# Eric Chu
Eric Chu (ur. 7 czerwca 1961) – tajwański polityk, przewodniczący Kuomintangu w latach 2015–2016.
Ukończył zarządzanie na Narodowym Uniwersytecie Tajwańskim (1983) oraz finanse (1987) i księgowość (1991) na New York University, gdzie uzyskał tytuł doktora. Następnie pracował jako wykładowca. W latach 1998–2001 był deputowanym do Yuanu Ustawodawczego. W 2001 roku z powodzeniem wystartował w wyborach na szefa władz wykonawczych powiatu Taoyuan, w 2005 roku uzyskując reelekcję na drugą kadencję.
W latach 2009–2010 piastował urząd wicepremiera Republiki Chińskiej. W 2010 roku zwyciężył w wyborach na burmistrza Nowego Tajpej, pokonując kandydatkę DPP Tsai Ing-wen. W 2014 roku, pokonując Yu Shyi-kuna, został wybrany na drugą kadencję. W styczniu 2015 roku został wybrany na przewodniczącego Kuomintangu. W maju tego samego roku udał się z wizytą do Chińskiej Republiki Ludowej, gdzie spotkał się z przewodniczącym ChRL Xi Jinpingiem. W wyborach prezydenckich 16 stycznia 2016 roku startował jako kandydat Kuomintangu, zajmując drugie miejsce z wynikiem 31%. W związku z wyborczą klęską zrezygnował z funkcji przewodniczącego partii.